# مونیگرانده
مونیگرانده دهستانی در استان آبیلای اسپانیا است.
در این دهستان ۱۰۱ نفر زندگی می‌کنند. مساحت این دهستان ۱۶٫۱۷ کیلومتر مربع است.